# كوتارو تاتشيكاوا
كوتارو تاتشيكاوا (باليابانية: 立川 小太郎) (مواليد 4 يناير 1997) هو لاعب كرة قدم ياباني.

## وصلات خارجية
- كوتارو تاتشيكاوا على موقع رابطة كرة القدم اليابانية للمحترفين (اليابانية)
- كوتارو تاتشيكاوا على موقع قاعدة بيانات كرة القدم.إي يو (الإنجليزية)
- كوتارو تاتشيكاوا على موقع Soccerway.com (الإنجليزية)
- كوتارو تاتشيكاوا على موقع عالم كرة القدم.نت (الإنجليزية)